# 尼尔斯·麦克唐纳
尼尔斯·麦克唐纳（Niels McDonald，2008年1月26日—），德国男子网球运动员。他赢得了2025年法国网球公开赛青少年男子单打比赛冠军。

## 个人生活
麦克唐纳出生于加的夫，他的母亲是德国人，父亲是苏格兰人；他本人拥有德国和英国双重国籍。四岁前他居住在伦敦附近，之后全家搬到了德国什未林。
他在从优秀到卓越网球学院训练，并代表奥尔登堡TeV俱乐部参加德国网球乙级联赛。

## 网球生涯
2024年5月，麦克唐纳在汉诺威举行的ITF青少年巡回赛J200级别赛事中同时赢得了单打和双打冠军。次月，他与同胞迭戈·德杜拉-帕洛梅ро搭档，在班贝格举行的J300级别赛事中赢得了双打冠军。他还在捷克比尔森举行的J200级别百保力杯（Babolat Cup）中赢得了单打冠军，并闯入双打半决赛。同年9月，他尝试在美国网球公开赛上完成他的青少年大满贯首秀，但在单打资格赛首轮对阵雷廷·普拉纳夫·森希尔·库马尔的比赛中因伤退赛。
2025年1月，他与同胞杰米·麦肯齐闯入了澳大利亚网球公开赛青少年男子双打四分之一决赛。次月，在奥伯哈兴举行的J200级别巴伐利亚青少年冬季网球锦标赛上，他闯入了单打四分之一决赛，并与同胞马克斯·舍恩豪斯搭档赢得了双打冠军。[14] 同年3月，他与麦肯齐在瓦伦西亚和贝尼卡尔洛背靠背赢得了J200级别双打冠军。6月，他赢得了法国网球公开赛青少年男子单打比赛冠军，期间爆冷击败了头号种子安德烈斯·圣玛尔塔·罗伊格，并在决赛中击败了舍恩豪斯。他是自1997年的丹尼尔·埃尔斯纳以来首位赢得法网青少年男单冠军的德国选手，也是自2014年的亚历山大·兹韦列夫以来首位赢得任意大满贯青少年男单冠军的德国选手。
2024年7月，麦克唐纳在布拉沃网球公开赛上完成了他的ATP挑战赛首秀，他与同胞尼古拉·库恩搭档获得外卡进入双打正赛，并闯入了四分之一决赛。

## 青少年大满贯决赛

### 单打: 1 (1胜0负)
| 结果 | 年份   | 赛事名称       | 场地 | 对手            | 比分             |
| ---- | ------ | -------------- | ---- | --------------- | ---------------- |
| 胜   | 2025年 | 法国网球公开赛 | 红土 | 马克斯·舍恩豪斯 | 6–7(5), 6–0, 6–3 |